# Dědic
Dědic je ten, komu náleží dědické právo, tedy osoba mající právo na pozůstalost (dědictví) po zůstaviteli (nebožtíkovi), nebo alespoň na její díl. Dědic smrtí zůstavitele vstupuje do jeho práv a povinností (získává např. jeho vlastnictví, ale také přebírá jeho závazky). Dědicem se stává osoba na základě závěti, dědické smlouvy či ze zákona (zákonná posloupnost). Dědické právo se nabývá účinnosti až smrtí zůstavitele (před zůstavitelovou smrtí se lze pouze svého dědického práva zříct, jiné nakládání není možné).
Za dědice (i odkazovníka) lze povolat i právnickou osobu, která má teprve vzniknout. Musí vzniknout nejpozději do jednoho roku od smrti zůstavitele. Dědicem může být i nasciturus, tedy ještě nenarozené dítě. Pouze ale v případě, že se následně narodí živé. Svá práva k dědictví nabude (v plném rozsahu) až svým narozením.

## Druhy dědiců

### Nepominutelný dědic
Nepominutelný dědic je potomek zůstavitele, a nedědí-li, pak jsou jimi jeho potomci. Náleží mu povinný díl z dědictví. Je-li nepominutelný dědic nezletilý, má právo na minimálně 3/4 jeho zákonného dědického podílu.

### Svěřenské nástupnictví
Zůstavitel může nařídit, že dědictví má přejít po smrti dědice nebo v určitých jiných případech na svěřenského nástupce jako náhradního dědice. Svěřenské nástupnictví zaniká v případě, že není žádný svěřenský nástupce, či nevznikne-li případ, v jehož případě by došlo k nabytí práva pro dané svěřenské nástupnictví.

#### Následný dědic
Zůstavitel může povolat dědice a zakázat mu, aby o dědictví pořizoval, naopak může dědici povolat jeho dědice. Následný dědic (svěřenský nástupce) nastupuje také v případě, kdy zůstavitel stanovil podmínku, jež dosud nebyla splněna, nebo dobu, která dosud nenastala.

#### Náhradní dědic
Osoba, která nastupuje na místo dědice v případě, kdy dědic nenabyl práva k dědictví. Určuje ho pro tento případ sám zůstavitel.

### Přední dědic
Jedná se o dědice, který má dědické právo k pozůstalosti pouze do doby, než se jí ujme následný dědic. Má k tomuto dědictví pouze užívací právo a nemůže zděděnou věc zničit.

## Dědická (ne)způsobilost
Dědit (čili býti dědicem nebo odkazovníkem) může být pouze osoba, která je způsobilá k tomu, aby dědictví či odkaz převzala. Především v rovině morální. Dědická způsobilost je právo dědit, převzít zůstatek (dědictví) nebo odkaz po zůstavitelovi (nebožtíkovi).
Dědicky nezpůsobilá je tedy především osoba, která se dopustila proti zůstaviteli (nebožtíkovi), příp. členu jeho rodiny, úmyslného trestného činu. Dále nedědí osoba, která jakýmkoliv způsobem se dopustila ovlivnění zůstavitelovi poslední vůle (působila na zůstavitele tlak, aby změnil závěť, zapřela existenci závěti po zůstalitelově smrti apod.). U obou případů však má zůstavitel právo prominout dědici jeho chování a tím mu umožnit dědění. Tímto aktem se dědic stává znova způsobilý a získává opět právo dědit.
Pokud se jedná o dědění v zákonné posloupnosti, může být dědická nezpůsobilost připsána také manželovi či manželce, která se v době smrti zůstavitele s ním rozváděla, a to z důvodu domácího násilí. Vyloučení takové osoby z dědického řízení znamená automatické vyloučení i jeho potomků. Jedná se ovšem jen o případ rozvodového řízení, kdy návrh na rozvod podal zůstavitel a druhá strana se dopouštěla domácího násilí, které se v řízení prokáže. V případě, že soud domácí násilí neprokáže, znova tento bývalý manžel či manželka nabude dědické způsobilosti.
Stejně jako u odebrání dědické způsobilosti manželu či manželce může být odebrána dědická způsobilost rodiči ke vztahu rodič – dítě. A to v případě, kdy soud zbaví rodiče rodičovské odpovědnosti a rodič tím ztratí řadu práv a povinností ke svému dítěti.

## Dědické třídy (dědění ze zákona)
Dědické třídy jsou skupiny osob, kterým při naplnění právní skutečnosti (smrt zůstavitele) vznikne nárok na pozůstalost či alespoň její díl. Rozšířením těchto skupin osob se umožnilo i vzdálenějším příbuzných zůstavitelů získat nárok na dědictví, tuto možnost dostali také druhové a družky po zůstavitelích, kteří se zůstavitelem v době jeho smrti žili alespoň jeden rok ve společné domácnosti. Zákonná dědická posloupnost se týká ale jen té části pozůstalosti, která není řešena dědickou smlouvou ani závětí. Pokud by zůstavitel zemřel bez dědické smlouvy, závěti či odkazu, přecházela by na dědice v zákonné posloupnosti celá pozůstalost. Jde o posloupnost dědiců, tedy nedědí-li nikdo z předchozí dědické třídy, dědické právo svědčí dědicům v následující třídě.
1. dědická třída – děti zůstavitele + manžel/ka zůstavitele (všichni dědí stejným dílem; nedědí-li některé dítě, nabývají jeho podíl jeho potomci)
2. dědická třída – manžel/ka zůstavitele + rodiče zůstavitele + ti, kteří žili alespoň jeden rok před smrtí se zůstavitelem ve společné domácnosti = druh/družka (všichni dědí stejným dílem, manžel/ka však minimálně polovinu pozůstalosti)
3. dědická třída – sourozenci zůstavitele + druh/družka zůstavitele (všichni dědí stejným dílem; nedědí-li některý sourozenec, nabývají jeho podíl jeho potomci)
4. dědická třída – prarodiče zůstavitele (všichni dědí stejným dílem)
5. dědická třída – prarodiče zůstavitelových rodičů (obě dvojice prarodičů dědí stejným dílem)
6. dědická třída – vnuci sourozenců zůstavitele + potomci prarodičů zůstavitele = tety a strýcové (všichni dědí stejným dílem; nedědí-li některé dítě prarodičů, nabývají jeho podíl jeho potomci)

V otázce dědického práva registrovaných partnerů je mnoho nejasností. Občanský zákoník sice v § 3020 uvádí, že na registrované partnerství se obdobně vztahují práva a povinnosti upravená v rámci dědického práva, jako je tomu u manželů, ale právo na pozůstalost partnera výslovně neřeší. (Je tu ovšem možnost zahrnout registrovaného partnera do zákonné posloupnosti jakožto osobu žijící ve společné domácnosti.)
V případě, že dědí pozůstalost manžel/ka zůstavitele, je nejprve rozděleno společné jmění manželů. Není-li tedy určeno jinak, pozůstalost tvoří polovina společného jmění manželů.

## Odmítnutí dědictví
Dědic má právo odmítnout své dědictví, a tedy vzdát se svého práva dědit. To může učinit pouze před soudem, či notářem (jakožto soudním komisařem). Odmítnutí musí učinit buďto písemně či ústně do jednoho měsíce od doby, kdy obdržel vyrozumění o svém dědickém právu. Musí se také jednat o celé dědictví, nelze odmítnout pouze jeho část. Není tedy možné např. odmítnout dluhy zůstavitele a zbytek dědictví přijmout. Výjimkou je nepominutelný dědic, který může dědictví přijmout s výhradou (přijme pouze svůj povinný podíl). Pokud dědic své dědictví jednou odmítne, již nemá možnost ho přijmout (což ale neplatí pro dědice na základě dědické smlouvy). Dědic může odmítnout dědictví i ve prospěch jiného dědice, ten s tím však musí souhlasit.

## Vydědění
Zůstavitel před svou smrtí může vydědit své nepominutelné dědice (potomky) pouze ze zákonem stanovených důvodu. Zůstavitel může vydědit i nepominutelného dědice nezpůsobilého dědit. V případě vydědění nepominutelného dědice nedědí ani jeho potomci (neurčí-li tak sám zůstavitel výjimku). Akt vydědění se může provést pouze za přítomnosti soudu a musí být jeho platnost potvrzena soudním rozhodnutím.

### Důvody vydědění
- neposkytnutí pomoci v nouzi zůstaviteli
- neprojevení opravdového zájmu o zůstavitele, jaký by měl být projeven
- odsouzení za trestný čin spáchaný za okolností svědčících o jeho zvrhlé povaze
- vedení trvale nezřízeného života

Zůstavitel může vydědit i nepominutelného dědice, který je tak zadlužen, nebo si počíná tak marnotratně, že tu je obava, že se pro jeho potomky nezachová povinný díl.